# Johannes Korsar
Johannes Patrik Korsar (* 12. Juli 1987) ist ein professioneller schwedischer Pokerspieler, der hauptsächlich online spielt. Er führte im Dezember 2019 für 3 Wochen die Onlinepoker-Weltrangliste an.

## Pokerkarriere

### Online
Korsar spielt seit Januar 2007 online unter den Nicknames Greenstone25 (PokerStars sowie partypoker), Kask123 (Full Tilt Poker), poo chien (PokerStars.FR), Trollkonst8 (888poker) und Ambivalence (Winamax). Seine Online-Turniergewinne belaufen sich auf mehr als 15 Millionen US-Dollar, womit er zu den erfolgreichsten Onlineturnierspielern zählt. Davon erspielte sich der Schwede den Großteil von über 9,5 Millionen US-Dollar auf der Plattform PokerStars. Vom 7. bis 27. Dezember 2019 stand er für 3 Wochen in Serie auf Platz eins des PokerStake-Rankings, das die erfolgreichsten Onlinepoker-Turnierspieler weltweit listet.

### Live
Seine erste Geldplatzierung bei einem Live-Turnier erzielte Korsar Mitte September 2007 bei der World Series of Poker Europe in London. Dort erreichte er beim Main Event den Finaltisch und belegte den mit umgerechnet knapp 400.000 US-Dollar dotierten fünften Platz. Im Juli 2011 saß er beim Main Event der World Poker Tour in Portorož ebenfalls am Finaltisch und wurde Dritter für knapp 50.000 Euro. Im Juli 2017 war Korsar erstmals bei der Hauptturnierserie der World Series of Poker im Rio All-Suite Hotel and Casino am Las Vegas Strip erfolgreich und kam bei drei Turnieren der Variante No Limit Hold’em, u. a. im Main Event, in die Geldränge. Seine bis dato letzte Live-Geldplatzierung erzielte er im Dezember 2017 in Prag.
Insgesamt hat sich Korsar mit Poker bei Live-Turnieren mehr als 500.000 US-Dollar erspielt.